# Piece (Kluczbork)
Piece oder Kolonia Piecowa (deutsch: Vosshütte) ist ein Ortsteil der Ortschaft Nowa Bogacica (Karlsgrund) in der Gemeinde Kluczbork (Kreuzburg OS) im Powiat Kluczborski (Landkreis Kreuzburg OS) in der Woiwodschaft Oppeln. Eine Eichenallee bei Piece gilt als Naturdenkmal.

## Geschichte
Der Ort entstand mit der Errichtung eines königlichen Hüttenwerks und gehörte von Anfang an zur Kolonie Karlsgrund. Zunächst wurde der Ort Neu Bodland genannt und die Werke Bodländer Hütte und Bodländer Frischfeuer. Später erfolgte eine Umbenennung der Hütte und des Ortes zu Ehren von Arnold Heinrich Voss in Vosshütte bzw. Voßhütte. 1865 bestand Vosshütte aus dem Hüttenwerk, zwei Frischfeuern, einem Wohnhaus und einem Kretscham (Gaststätte).